# Вюри (Стараховицький повіт)
Вюри (пол. Wióry) — село в Польщі, у гміні Павлув Стараховицького повіту Свентокшиського воєводства.
У 1975-1998 роках село належало до Келецького воєводства.